# Billy Munn
William "Billy" Munn, född 12 maj 1911 i Glasgow, död 2 maj 2000 i Ayershire, var en brittisk musiker (piano, men även dragspel och gitarr med flera instrument) och kompositör.
Munn växte upp i ett musikaliskt hem i Skottland; hans far ledde en amatörorkester och själv började han ta pianolektioner vid sju års ålder. Vid elva års ålder ackompanjerade han matinévisningar på den lokala biografen, vid fjorton hade han inlett en mer eller mindre professionell karriär som pianist i olika dansorkestrar. Vid sjutton års ålder flyttade han till London och blev året därpå engagerad av den kände orkesterledaren Jack Hylton. Munn förblev hos Hylton till 1936 då denne begav sig på turné till USA och i samband med detta, på grund av amerikanska musikerförbundets motstånd mot utländsk arbetskraft, tvangs tillfälligt upplösa sin ordinarie orkester. Munn tog i stället arbete hos Syd Lipton, och det var hos denne han alltmer började utveckla sin förmåga även som arrangör och kompositör.
Parallellt med sitt ordinarie arbete med olika fasta orkestrar frilansade Munn också flitigt som studiomusiker och deltog bland annat vid skivinspelningar med gästande amerikanska jazzmusiker såsom Coleman Hawkins och Benny Carter. Han spelade också med den franske violinisten Stéphane Grappelli som under andra världskriget uppehöll sig i England.
Under mitten av 40-talet ledde Munn egna orkestrar och framträdde även i radio med orkesterledaren Harry Parry i BBC-programmet Jazz Club. Från 1949 och i trettio år framåt ledde han sedan orkestern på Imperial Hotel i Torquay. Han pensionerade sig delvis från 1979 men slutligt först 1994 då han var 83 år.

## Filmmusik i urval (endast svenska filmer)
- 1954 - Flicka med melodi
- 1950 - Pimpernel Svensson